# 광주군·이천군
광주군·이천군은 대한민국의 옛 국회의원 선거구이다. 당시 경기도 광주군과 이천군 지역을 관할했다.

## 역사
제6대 국회의원 선거를 앞두고 광주군 선거구와 이천군 선거구가 통합되면서 신설되었다.
제9대 국회의원 선거를 앞두고 여주군을 편입하여 여주군·광주군·이천군 선거구를 이루게 됨에 따라 폐지되었다.

## 역대 국회의원
| 선거   | 정당 | 정당       | 의원   |
| ------ | ---- | ---------- | ------ |
| 1963년 |      | 민정당     | 신하균 |
| 1967년 |      | 민주공화당 | 차지철 |
| 1971년 |      | 민주공화당 | 차지철 |

## 역대 선거 결과

### 대한민국 제6대 국회의원 선거
|  | 43.74% |

|  | 34.71% |

|  | 7.30% |

|  | 4.56% |

|  | 3.45% |

|  | 3.29% |

|  | 2.93% |

### 대한민국 제7대 국회의원 선거
|  | 71.43% |

|  | 25.73% |

|  | 1.72% |

|  | 1.09% |

### 대한민국 제8대 국회의원 선거
|  | 57.79% |

|  | 39.47% |

|  | 1.81% |

|  | 0.92% |